# 大鰐温泉駅
大鰐温泉駅（おおわにおんせんえき）は、青森県南津軽郡大鰐町大字大鰐字前田にある、東日本旅客鉄道（JR東日本）奥羽本線の駅である。
本記事では、近接している弘南鉄道大鰐線の大鰐駅（おおわにえき）も併せて記述する。

## 歴史

### JR東日本 大鰐温泉駅
- 1895年（明治28年）10月21日：国有鉄道奥羽北線（のちの奥羽本線）の大鰐駅として開業[1][2]。
- 1915年（大正4年）：跨線橋を設置。
- 1921年（大正10年）3月5日：駅舎を改築し、落成。
- 1980年（昭和55年）9月20日：貨物の取り扱いを廃止[2]。
- 1985年（昭和60年）3月14日：荷物の扱いを廃止[2]。
- 1986年（昭和61年）11月1日：駅員無配置駅となり[3]、簡易委託化[新聞 1]。
- 1987年（昭和62年）4月1日：国鉄分割民営化により、JR東日本の駅となる[2]。
- 1991年（平成3年）3月16日：大鰐温泉駅に改称[4][1]。
- 2011年（平成23年）2月28日：駅売店「キヨスク」が閉店。
- 2016年（平成28年）3月26日：同日設定された快速の停車駅となる[報道 1]。
- 2024年（令和6年）10月1日：えきねっとQチケのサービスを開始[5][報道 2]。

### 弘南鉄道 大鰐駅
- 1952年（昭和27年）1月26日：弘前電気鉄道大鰐駅開業。
- 1970年（昭和45年）10月1日：弘前電気鉄道が弘南鉄道に譲渡、弘南大鰐駅に改称。
- 1973年（昭和48年）6月2日：自動券売機を設置。
- 1975年（昭和50年）11月1日：出改札業務を委託化。
- 1981年（昭和56年）12月1日：北口改札口の使用開始。
- 1986年（昭和61年）4月1日：大鰐駅に改称[6]。
- 2009年（平成21年）4月1日：南口を無人化。

## 駅構造
両駅は跨線橋で繋がっている。ともに地上駅である。

### JR東日本
単式ホーム1面1線と島式ホーム1面2線、計2面3線のホームを持つ。
弘前統括センター（弘前駅）が管理し、大鰐町が受託する簡易委託駅で、JR全線の乗車券類を取り扱っている。待合室内にキヨスク（弘前ステーションビル営業）があったが、2011年（平成23年）に営業を終了した。
弘南鉄道管理となる北口から直接の利用はできない。

#### のりば
| 番線 | 路線      | 方向 | 行先                   |
| ---- | --------- | ---- | ---------------------- |
| 1    | ■奥羽本線 | 下り | 弘前・新青森・青森方面 |
| 2・3 | ■奥羽本線 | 上り | 大館・秋田方面         |

- 2番線は上下共用の待避線のため、両方向の発着に対応している。

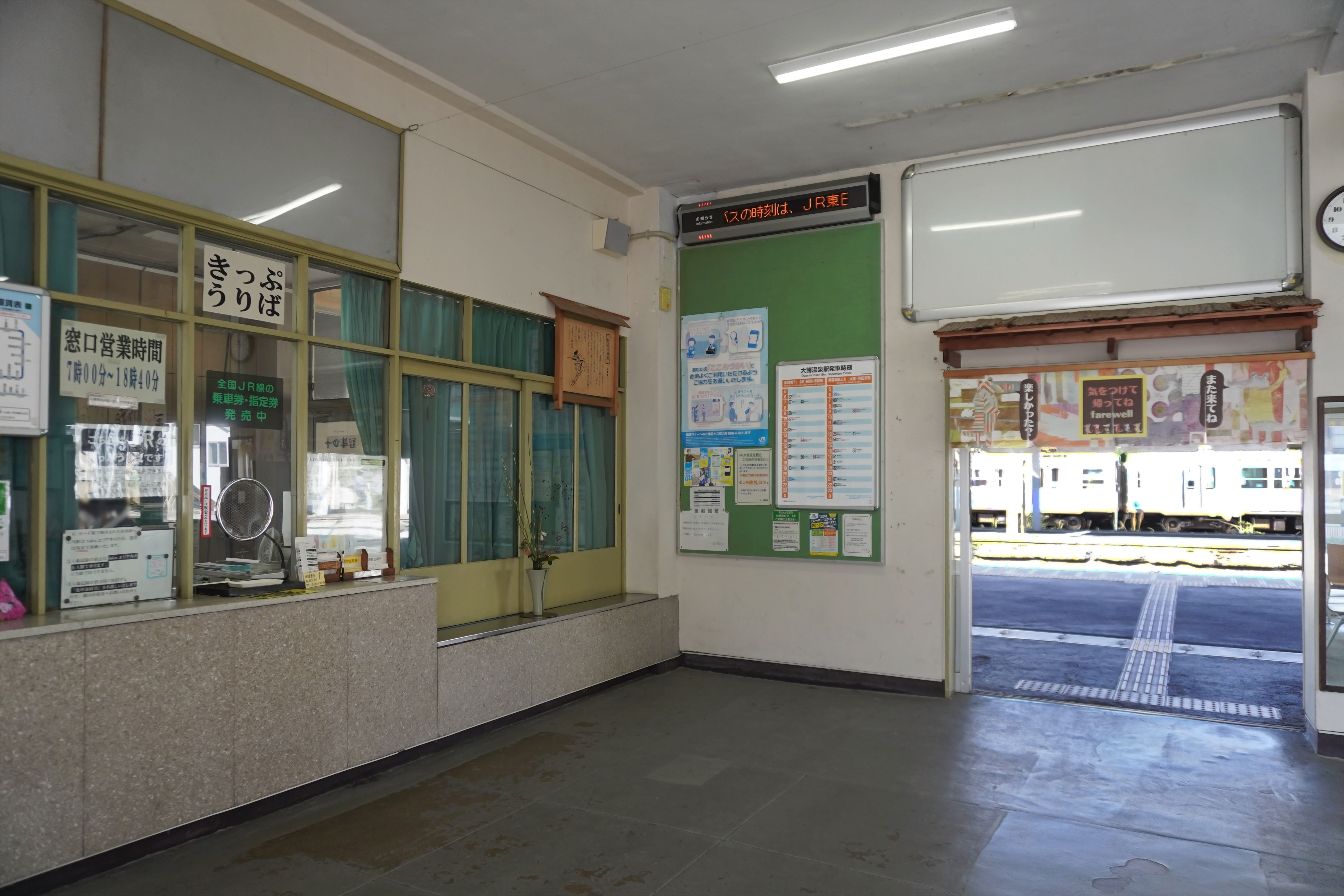
改札口と出札窓口（2024年9月）
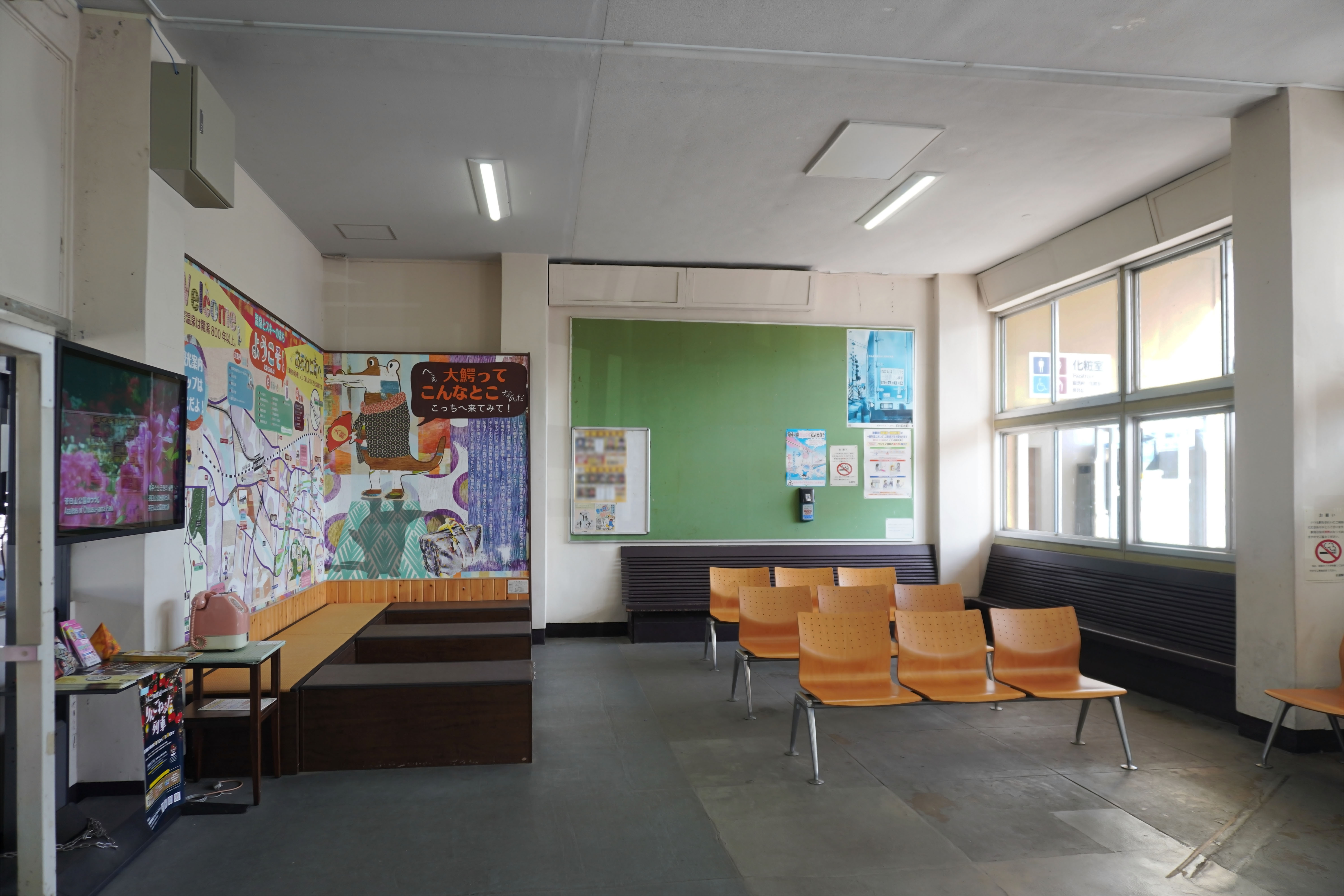
待合室（2024年9月）
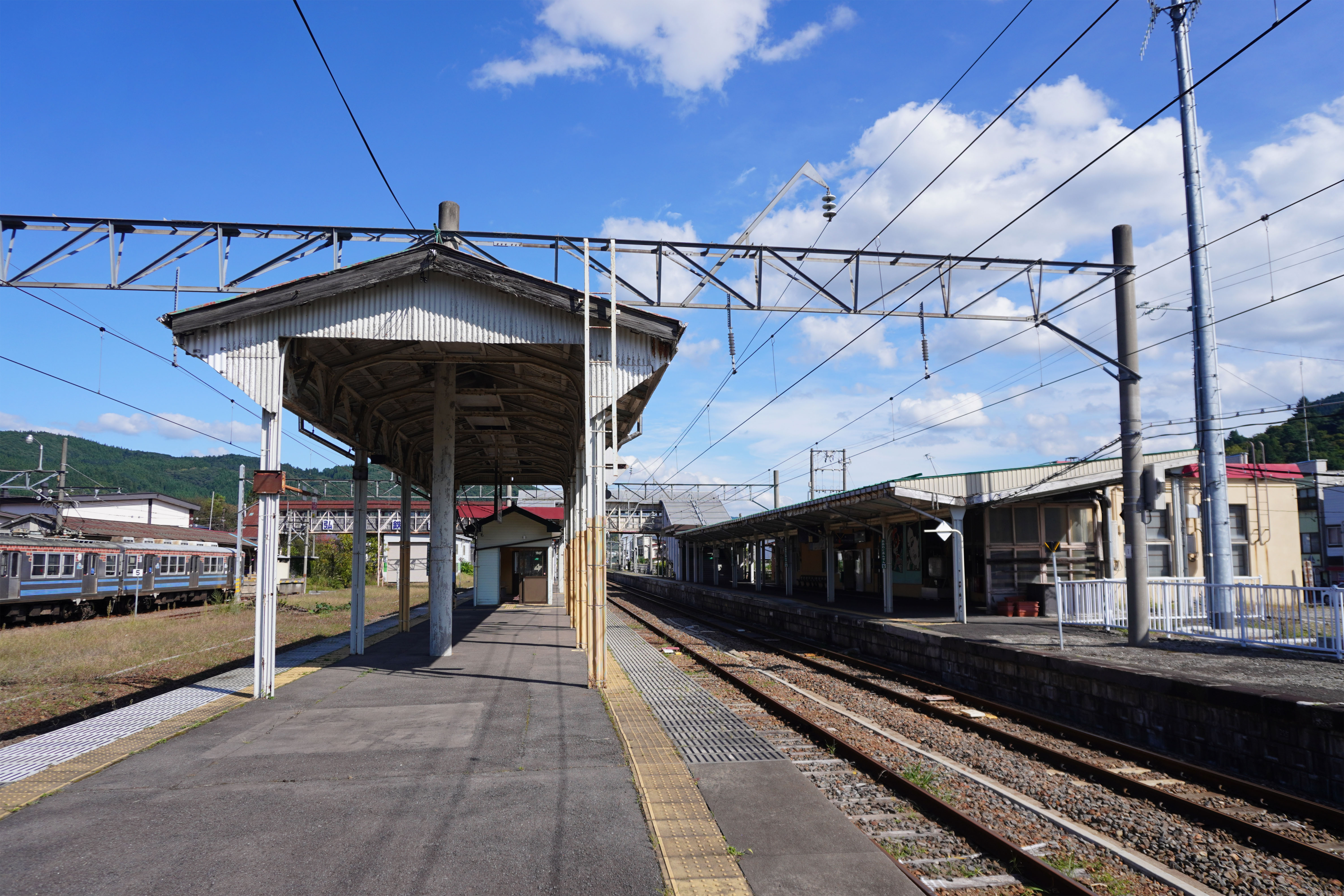
ホーム（2024年9月）

### 弘南鉄道
当駅にはKW 14の駅番号が設定されている。
島式ホーム1面2線を有する。基本的に4番線から発車する。JRとは保守用車両留置線を介して弘南側引上線にレールが接続されている。
南口はJR大鰐温泉駅に隣接しており、出札口と自動券売機があったが、2009年（平成21年）に終日無人化された。自動券売機の使用も停止されたため、乗車券は北口出札口で購入することになる。南口駅舎はJR大鰐温泉駅とは別にあるが、中に入るとJRのプラットホーム（1番線）につながっており、大鰐線のホームへはJRの2・3番線に向かう跨線橋を共用している。
北口は弘南鉄道のみで社員配置駅。出札口の営業時間外は自動券売機も稼働せず、備え付けの無札乗車証明書を持って乗車し、下車時に精算することになっている。

#### のりば
| 番線 | 路線    | 行先         |
| ---- | ------- | ------------ |
| 4・5 | ■大鰐線 | 中央弘前方面 |

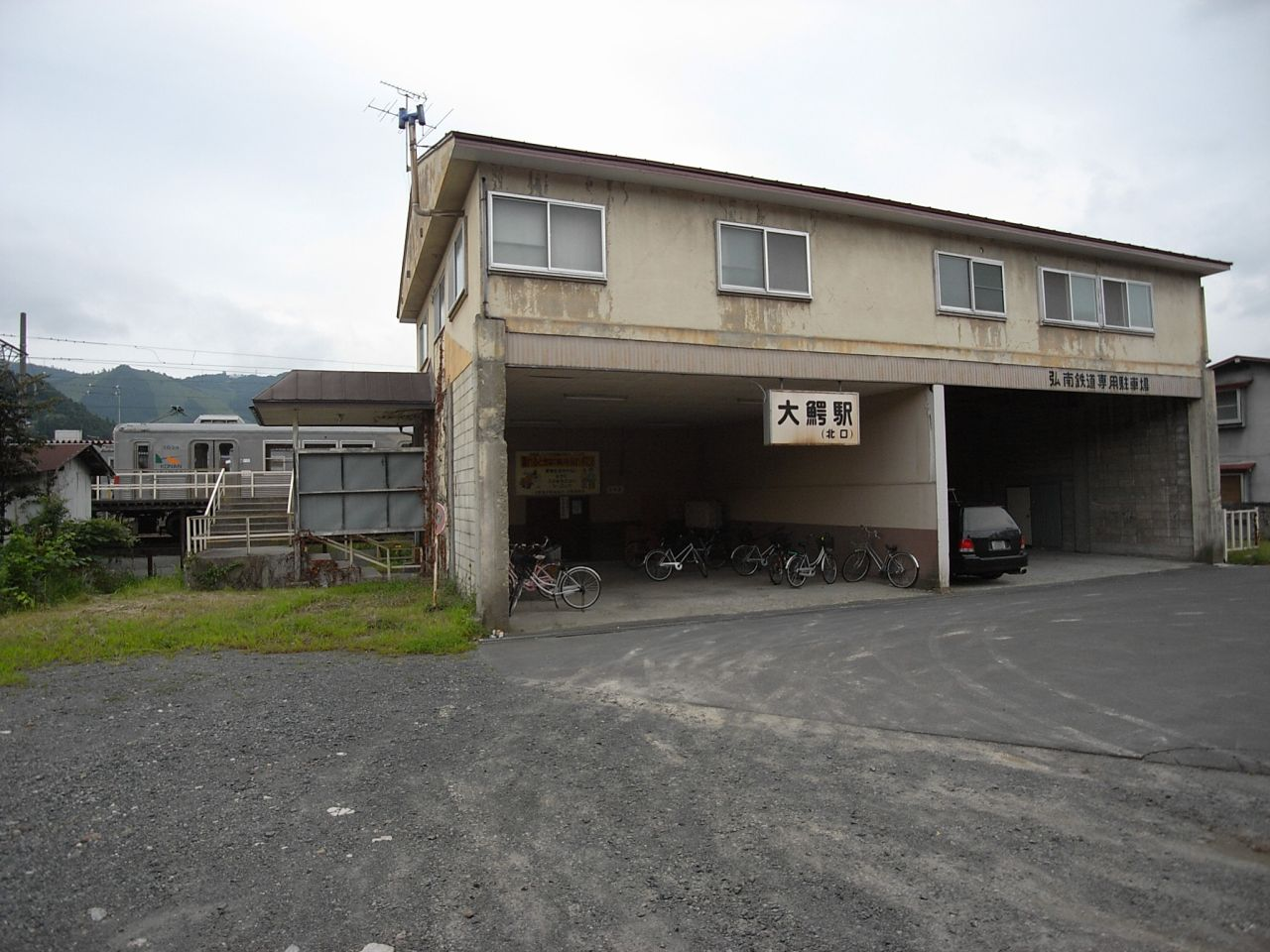
北口（2008年8月）
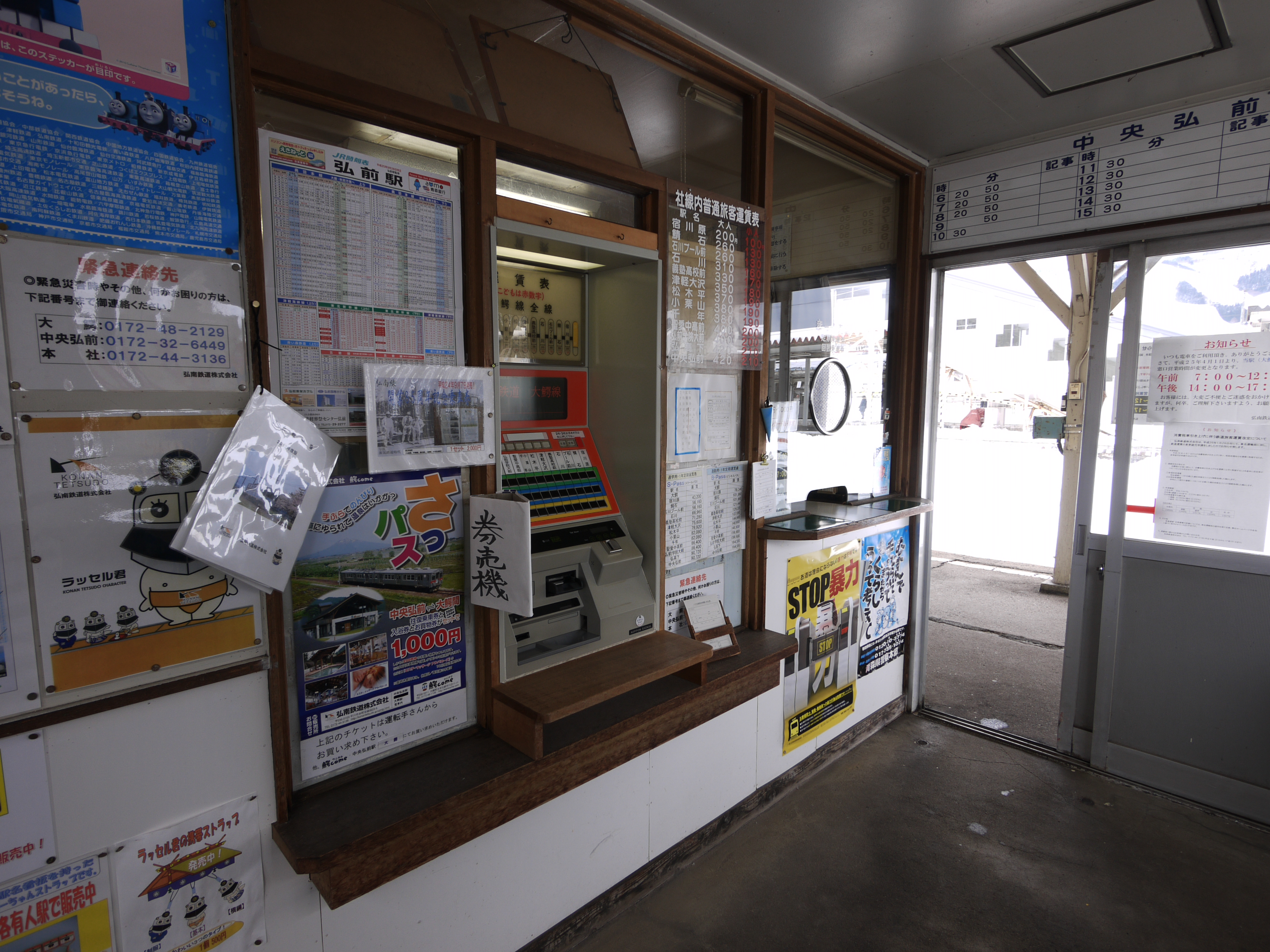
北口駅舎内（2014年2月）
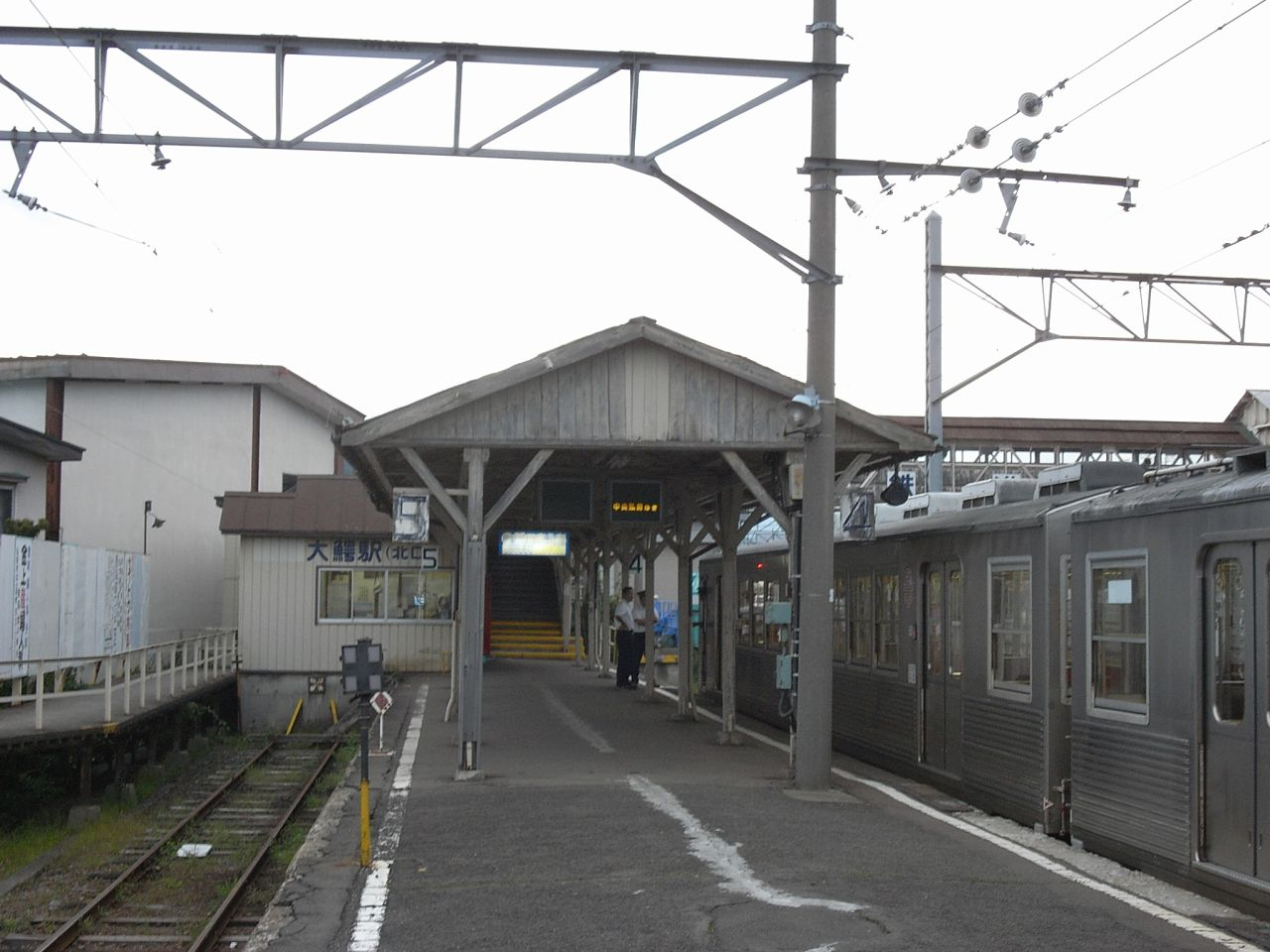
ホーム（2008年8月）
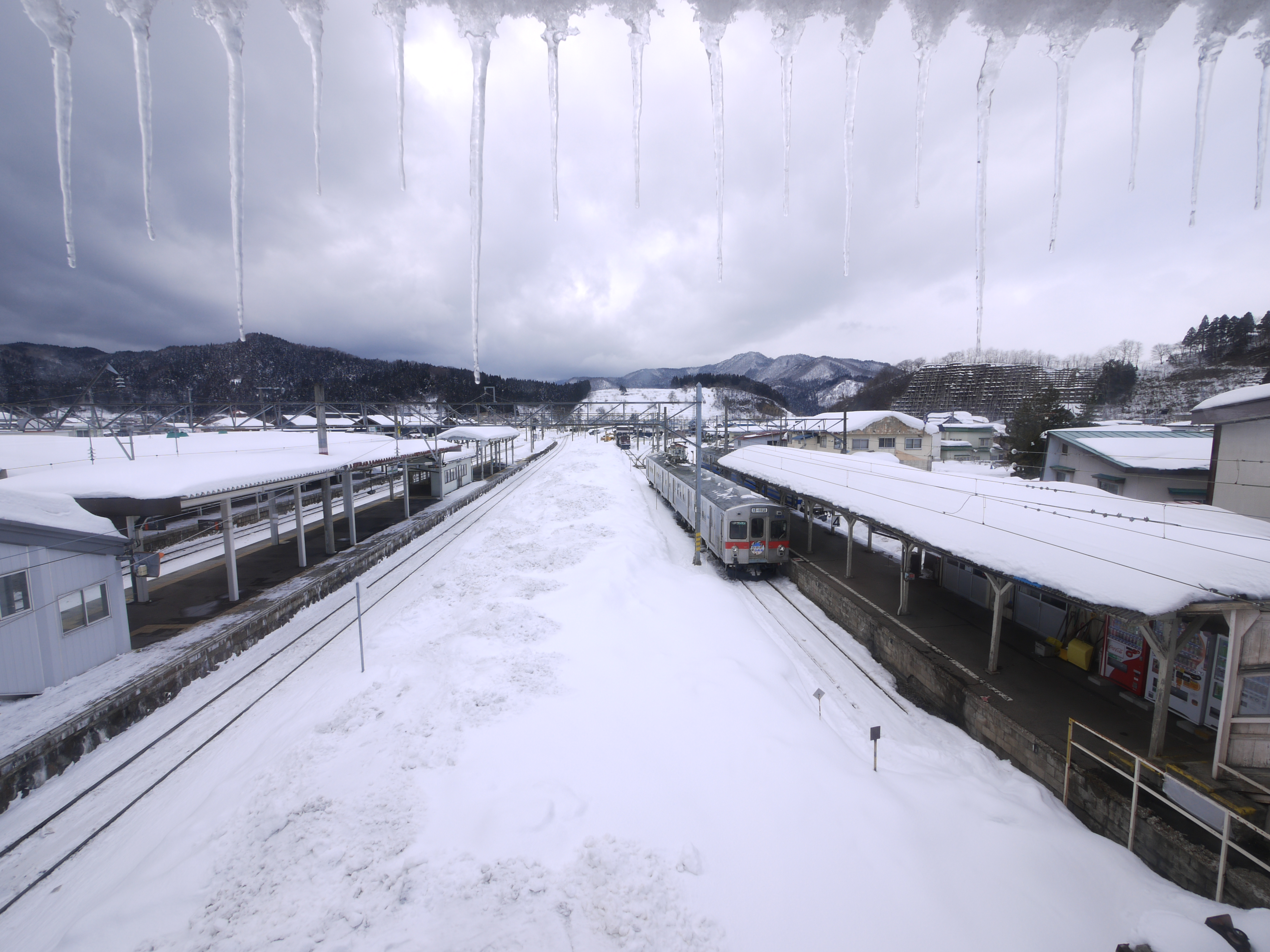
跨線橋から見た大鰐温泉駅（左）と大鰐駅（右）（2014年2月）

## 利用状況

### JR東日本
2023年度（令和5年度）の1日平均乗車人員は181人である。
2000年度（平成12年度）以降の推移は以下のとおりである。
| 1日平均乗車人員推移（JR東日本） | 1日平均乗車人員推移（JR東日本） | 1日平均乗車人員推移（JR東日本） | 1日平均乗車人員推移（JR東日本） | 1日平均乗車人員推移（JR東日本） |
| 年度                            | 定期外                          | 定期                            | 合計                            | 出典                            |
| ------------------------------- | ------------------------------- | ------------------------------- | ------------------------------- | ------------------------------- |
| 2000年（平成12年）              |                                 |                                 | 209                             | [ JR 2 ]                        |
| 2001年（平成13年）              |                                 |                                 | 216                             | [ JR 3 ]                        |
| 2002年（平成14年）              |                                 |                                 | 223                             | [ JR 4 ]                        |
| 2003年（平成15年）              |                                 |                                 | 216                             | [ JR 5 ]                        |
| 2004年（平成16年）              |                                 |                                 | 213                             | [ JR 6 ]                        |
| 2005年（平成17年）              |                                 |                                 | 211                             | [ JR 7 ]                        |
| 2006年（平成18年）              |                                 |                                 | 203                             | [ JR 8 ]                        |
| 2007年（平成19年）              |                                 |                                 | 218                             | [ JR 9 ]                        |
| 2008年（平成20年）              |                                 |                                 | 216                             | [ JR 10 ]                       |
| 2009年（平成21年）              |                                 |                                 | 208                             | [ JR 11 ]                       |
| 2010年（平成22年）              |                                 |                                 | 212                             | [ JR 12 ]                       |
| 2011年（平成23年）              |                                 |                                 | 200                             | [ JR 13 ]                       |
| 2012年（平成24年）              | 102                             | 111                             | 213                             | [ JR 14 ]                       |
| 2013年（平成25年）              | 101                             | 120                             | 221                             | [ JR 15 ]                       |
| 2014年（平成26年）              | 104                             | 114                             | 219                             | [ JR 16 ]                       |
| 2015年（平成27年）              | 105                             | 102                             | 207                             | [ JR 17 ]                       |
| 2016年（平成28年）              | 105                             | 106                             | 212                             | [ JR 18 ]                       |
| 2017年（平成29年）              | 98                              | 110                             | 208                             | [ JR 19 ]                       |
| 2018年（平成30年）              | 95                              | 116                             | 211                             | [ JR 20 ]                       |
| 2019年（令和元年）              | 98                              | 122                             | 221                             | [ JR 21 ]                       |
| 2020年（令和02年）              | 59                              | 104                             | 163                             | [ JR 22 ]                       |
| 2021年（令和03年）              | 61                              | 97                              | 159                             | [ JR 23 ]                       |
| 2022年（令和04年）              | 66                              | 97                              | 163                             | [ JR 24 ]                       |
| 2023年（令和05年）              | 81                              | 99                              | 181                             | [ JR 1 ]                        |

### 弘南鉄道
近年の推移は以下のとおりである。
| 1日乗降人員推移 | 1日乗降人員推移 |
| 年度            | 1日平均人数     |
| --------------- | --------------- |
| 2011年          | 505             |
| 2012年          | 473             |
| 2013年          | 432             |
| 2014年          | 407             |
| 2015年          | 448             |
| 2016年          | 433             |
| 2017年          | 395             |

## 駅周辺

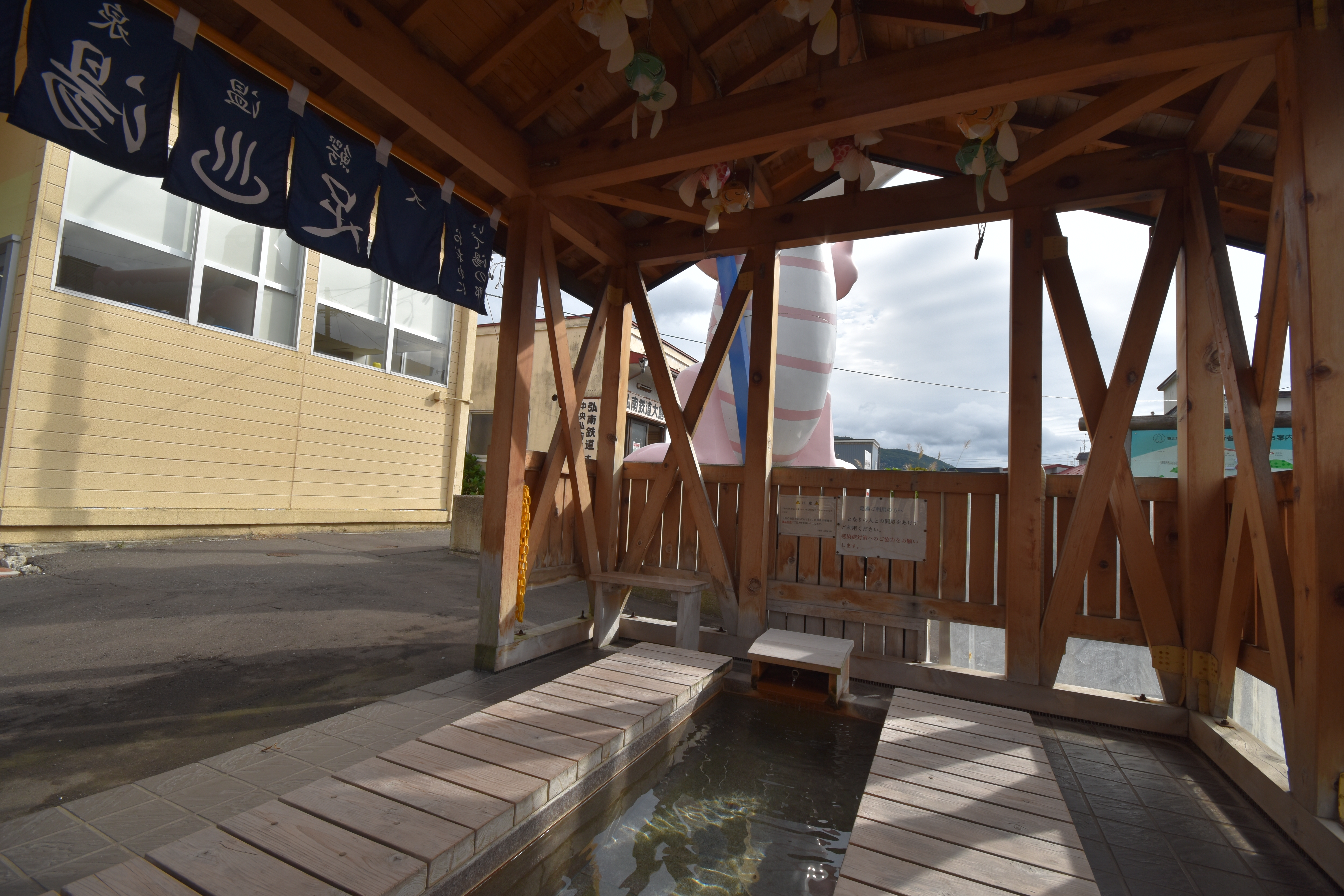
駅前の足湯（2024年9月）

2016年（平成28年）1月29日より、当駅周辺に足湯施設が供用開始されている。
- 青森県道202号碇ケ関大鰐停車場線
- 青森県道198号大鰐停車場線
- 青森県道201号蔵館大鰐線
- 国道7号
- 青森みちのく銀行大鰐支店
- 大鰐温泉
- 大円寺
- 大鰐町役場
- 大鰐郵便局
- 鰐come（ワニカム）[9]

## バス路線
南口に「大鰐温泉駅前」停留所があり、弘南バスの弘前 - 大鰐・碇ヶ関線と大鰐町のデマンドバスが運行されている。北口にあった「弘南大鰐駅入口」停留所は、2007年（平成19年）4月のダイヤ改正で「弘前 - 大鰐・碇ヶ関線」が南口経由となり、2008年（平成20年）4月のダイヤ改正で「大鰐 - 黒石線」が廃止となったため、停車する路線がなくなり廃止となった。

## 隣の駅
東日本旅客鉄道（JR東日本）
■奥羽本線
- 特急「スーパーつがる」・「つがる」停車駅

□快速
碇ケ関駅 - 大鰐温泉駅 - 弘前駅
■普通
長峰駅 - 大鰐温泉駅 - 石川駅
弘南鉄道
■大鰐線
大鰐駅（KW 14） - 宿川原駅（KW 13）

### 記事本文

#### 報道発表資料
1. ↑  「2016年3月ダイヤ改正について (PDF)」（プレスリリース）、東日本旅客鉄道秋田支社、2015年12月18日、5頁。2016年3月21日閲覧。
2. ↑  「Suicaエリア外もチケットレスで! 東北エリアから「えきねっとQチケ」がはじまります (PDF)」（プレスリリース）、東日本旅客鉄道、2024年7月11日。2024年8月6日閲覧。
3. ↑  「奥羽本線 大鰐温泉駅前広場に足湯施設が完成 温泉地の魅力をPRしてまいります (PDF)」（プレスリリース）、東日本旅客鉄道秋田支社、2016年1月15日。2020年5月17日閲覧。

#### 新聞記事
1. ↑  「22駅の業務近代化 秋鉄、11月から簡易委託へ」『交通新聞』交通協力会、1986年5月28日、1面。

### 利用状況
1. 1 2  「各駅の乗車人員 2023年度 101位以下（7）| 企業サイト：JR東日本」東日本旅客鉄道。2025年6月26日閲覧。
2. ↑  「JR東日本：各駅の乗車人員（2000年度）」東日本旅客鉄道。2025年6月26日閲覧。
3. ↑  「JR東日本：各駅の乗車人員（2001年度）」東日本旅客鉄道。2025年6月26日閲覧。
4. ↑  「JR東日本：各駅の乗車人員（2002年度）」東日本旅客鉄道。2025年6月26日閲覧。
5. ↑  「JR東日本：各駅の乗車人員（2003年度）」東日本旅客鉄道。2025年6月26日閲覧。
6. ↑  「JR東日本：各駅の乗車人員（2004年度）」東日本旅客鉄道。2025年6月26日閲覧。
7. ↑  「JR東日本：各駅の乗車人員（2005年度）」東日本旅客鉄道。2025年6月26日閲覧。
8. ↑  「JR東日本：各駅の乗車人員（2006年度）」東日本旅客鉄道。2025年6月26日閲覧。
9. ↑  「JR東日本：各駅の乗車人員（2007年度）」東日本旅客鉄道。2025年6月26日閲覧。
10. ↑  「JR東日本：各駅の乗車人員（2008年度）」東日本旅客鉄道。2025年6月26日閲覧。
11. ↑  「JR東日本：各駅の乗車人員（2009年度）」東日本旅客鉄道。2025年6月26日閲覧。
12. ↑  「JR東日本：各駅の乗車人員（2010年度）」東日本旅客鉄道。2025年6月26日閲覧。
13. ↑  「JR東日本：各駅の乗車人員（2011年度）」東日本旅客鉄道。2025年6月26日閲覧。
14. ↑  「JR東日本：各駅の乗車人員（2012年度）」東日本旅客鉄道。2025年6月26日閲覧。
15. ↑  「各駅の乗車人員 2013年度 ベスト100以外（8）：JR東日本」東日本旅客鉄道。2025年6月26日閲覧。
16. ↑  「各駅の乗車人員 2014年度 ベスト100以外（8）：JR東日本」東日本旅客鉄道。2025年6月26日閲覧。
17. ↑  「各駅の乗車人員 2015年度 ベスト100以外（8）：JR東日本」東日本旅客鉄道。2025年6月26日閲覧。
18. ↑  「各駅の乗車人員 2016年度 ベスト100以外（8）：JR東日本」東日本旅客鉄道。2025年6月26日閲覧。
19. ↑  「各駅の乗車人員 2017年度 ベスト100以外（8）：JR東日本」東日本旅客鉄道。2025年6月26日閲覧。
20. ↑  「各駅の乗車人員 2018年度 ベスト100以外（8）：JR東日本」東日本旅客鉄道。2025年6月26日閲覧。
21. ↑  「各駅の乗車人員 2019年度 ベスト100以外（7）：JR東日本」東日本旅客鉄道。2025年6月26日閲覧。
22. ↑  「各駅の乗車人員 2020年度 101位以下（7）| 企業サイト：JR東日本」東日本旅客鉄道。2025年6月26日閲覧。
23. ↑  「各駅の乗車人員 2021年度 101位以下（7）| 企業サイト：JR東日本」東日本旅客鉄道。2025年6月26日閲覧。
24. ↑  「各駅の乗車人員 2022年度 101位以下（7）| 企業サイト：JR東日本」東日本旅客鉄道。2025年6月26日閲覧。